# Lina Merlin

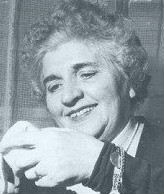
Lina Merlin

Angelina „Lina“ Merlin (* 15. Oktober 1887 in Pozzonovo; † 16. August 1979 in Padua) war eine italienische Lehrerin und sozialistische Politikerin, die für das sogenannte „Merlin-Gesetz“ (1958) bekannt war, das die staatlich regulierte Prostitution in Italien abschaffte. Sie gehörte aktiv zum italienischen Widerstand.

## Leben
Die Tochter der Lehrerin Giustina Poli und des Gemeindesekretärs Fruttuoso Merlin wuchs in Chioggia auf. 1907 erhielt sie das Lehrerdiplom für die Volksschule. 1914 machte sie nach einem Studium in Grenoble noch das Diplom für Französisch an der Mittelschule, blieb aber weiter an der Volksschule.
Nach dem Ersten Weltkrieg trat sie 1919 der Sozialistischen Partei Italiens (PSI) bei, in der sie mit Giacomo Matteotti zusammenarbeitete, der 1925 ermordet wurde. Merlin schrieb für die sozialistische Wochenzeitung Eco dei lavoratori und die Zeitschrift La Difesa delle Lavoratrici bereits über feministische Themen wie Zwangsprostitution.
Wegen ihrer Weigerung, der faschistischen Regierung Italiens einen Treueid zu leisten, wurde sie im März 1926 als Lehrerin entlassen. Im November des gleichen Jahres wurde sie zu fünf Jahren Haft verurteilt, die sie in mehreren Orten in Sardinien verbrachte. Nach einer Strafreduktion kehrte sie im November 1929 nach Padua zurück. Sie zog 1930 nach Mailand, wo sie den Sozialisten Filippo Turati traf, und erteilte dort Privatunterricht in Französisch. Im Jahr 1932 heiratete sie den sozialistischen Exabgeordneten Dante Gallani, der vier Jahre später starb.
Während des Zweiten Weltkriegs unterstützte sie den antifaschistischen Widerstand und gründete im November 1943 zusammen mit Giovanna Boccalini-Barcellona, Ada Gobetti, Rina Picolato und Lina Fibbi die Gruppi di difesa della donna (Frauenverteidigungsgruppen). 1944 half sie, die Unione donne italiane (UDI) zu begründen, deren Präsidentin sie später dreimal wurde. 
Als Mitglied des PSI wurde sie 1946 unter den 17 ersten Frauen in die Verfassungsgebende Versammlung Italiens gewählt, die bis 1948 die Abgeordnetenkammer war. Ihr Anliegen waren die Rechte von Frauen und Kindern in der neuen Verfassung. 1948 und 1953 wurde sie in den Senat der Republik gewählt, als eine von zwei ersten Frauen. Der Gesetzentwurf zur Abschaffung der staatlichen Regulierung der Prostitution in Italien (Gesetz Nr. 75/1958) wurde nach dem französischen Vorbild von Marthe Richard 1948 eingebracht und erst nach einem langen, schwierigen Prozess Anfang 1958 verabschiedet, weil die Möglichkeit des Bordellbesuchs in Italien kulturell tief verankert war. In diesem Kontext veröffentlichte sie mit Carla Barberis, der Ehefrau von Sandro Pertini, Briefe von italienischen Prostituierten, die in den Bordellen (casa chiusa) anschafften. Trotzdem stieß sie auch in der eigenen Partei auf massiven Widerstand, während die Kirche sie unterstützte. Schließlich mussten etwa 700 Bordelle schließen, ohne allerdings das Problem auf Dauer zu beenden. 1958 wurde sie wieder in die Abgeordnetenkammer gewählt. Sie war von 1951 bis 1955 Mitglied des Gemeinderats von Chioggia. 
Merlin trat 1961 wegen wachsender Differenzen mit Parteiführern aus der Sozialistischen Partei aus und kandidierte nach Ablauf ihrer Amtszeit 1963 nicht mehr. Lange war sie im Interesse der Frauen gegen die Scheidung, unterstützte aber doch die Volksabstimmung über die Möglichkeit der Ehescheidung 1970 (legge Fortuna-Baslini), die 1974 noch klarer bestätigt wurde. Bei dieser Abstimmung war sie Mitglied im nationalen Komitee der Kampagne.

## Einzelbelege
1. ↑  Noi, compagne di combattimento: i Gruppi di difesa della donna, 1943–1945. Il Convegno e la ricerca. ANPI, Mailand 2017, S. 7 (Digitalisat).
2. ↑  Deirdre Pirro: Lina Merlin, February 1958. In: The Florentine. 27. Juni 2007 (italienisch, theflorentine.net [abgerufen am 19. Februar 2023]).

| Personendaten    | Personendaten                                                   |
| ---------------- | --------------------------------------------------------------- |
| NAME             | Merlin, Lina                                                    |
| ALTERNATIVNAMEN  | Merlin, Angelina                                                |
| KURZBESCHREIBUNG | italienische sozialistische Politikerin und Resistenzakämpferin |
| GEBURTSDATUM     | 15. Oktober 1887                                                |
| GEBURTSORT       | Pozzonovo                                                       |
| STERBEDATUM      | 16. August 1979                                                 |
| STERBEORT        | Padua                                                           |